# باری محمدعلی
باری محمدعلی (چینی ساده: 巴力·买买提依力; چینی سنتی: 巴力·買買提依力; پین‌یین: Bālì Mǎimǎitíyīlì؛ اویغوری: باری مه‌متیلی) بازیکن فوتبال اویغور چینی است.

## زندگی‌نامه
باری در فویون، سین کیانگ متولد شد و والدینش در دفتر معدنکاری محلی کار می‌کردند. با وجود دستمزد ناچیز، آنها با ساخت یک زمین فوتبال کوچک برای آموزش او و همچنین پرداخت هزینه‌های فوتبال، به‌طور جدی فرزندشان را وارد فعالیت در فوتبال کردند. او پس از گزینش در مسابقات منطقه ای چین در سال ۲۰۰۵، فوتبال حرفه ای خود را آغاز نمود.
او اولین بازی خود را در تاریخ ۲۷ مارس ۲۰۱۰ برابر شاندونگ لیونگ انجام داد که با شکست ۴–۲ به پایان رسید. در هانگزو گرینتاون باری از مهاجم به یک هافبک تبدیل می‌شود و در یک بازی لیگ مقابل هنان جیانای در ۳۱ اکتبر ۲۰۱۰ در پیروزی ۲–۰ تیمش برای این باشگاه یک گل به ثمر رساند.
وی سپس برای فصل ۲۰۱۳ با جیانگ سو سایتی امضا کرد. در فوریه سال ۲۰۱۴ ， باری در یک قرارداد قرضی یک ساله در لیگ یک چین به تیم سین کیانگ تیانشان لپرد نقل مکان کرد.

## افتخارات
جیانگ سو سایتی
- جام حذفی چین: ۲۰۱۵
- سوپر جام فوتبال FA چین: ۲۰۱۳

چینگدائو هوانگهای
- لیگ دسته یک چین: 2019[۸]